# آلة إيقاعية

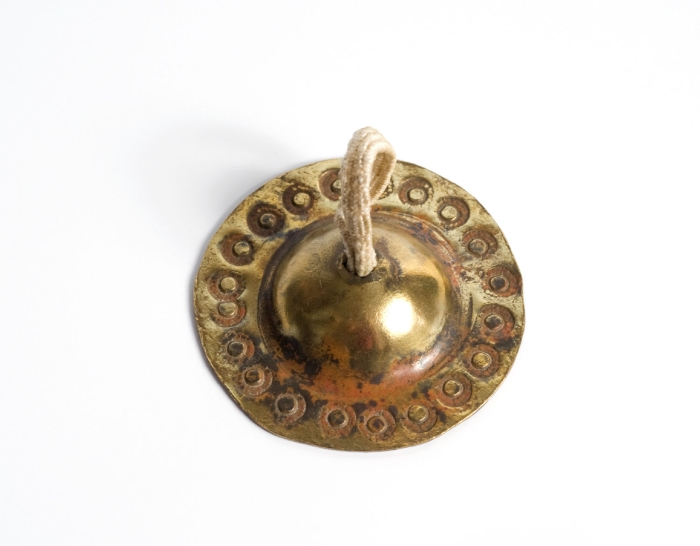
آلة إيقاعية مغربية تقليدية

آلة الإيقاع أو آلة النقر أو الآلة الإيقاعية هي التي تصدر الصوت عن طريق الطرق أو الضرب ومثال عليها الطبل والدف والجرس.

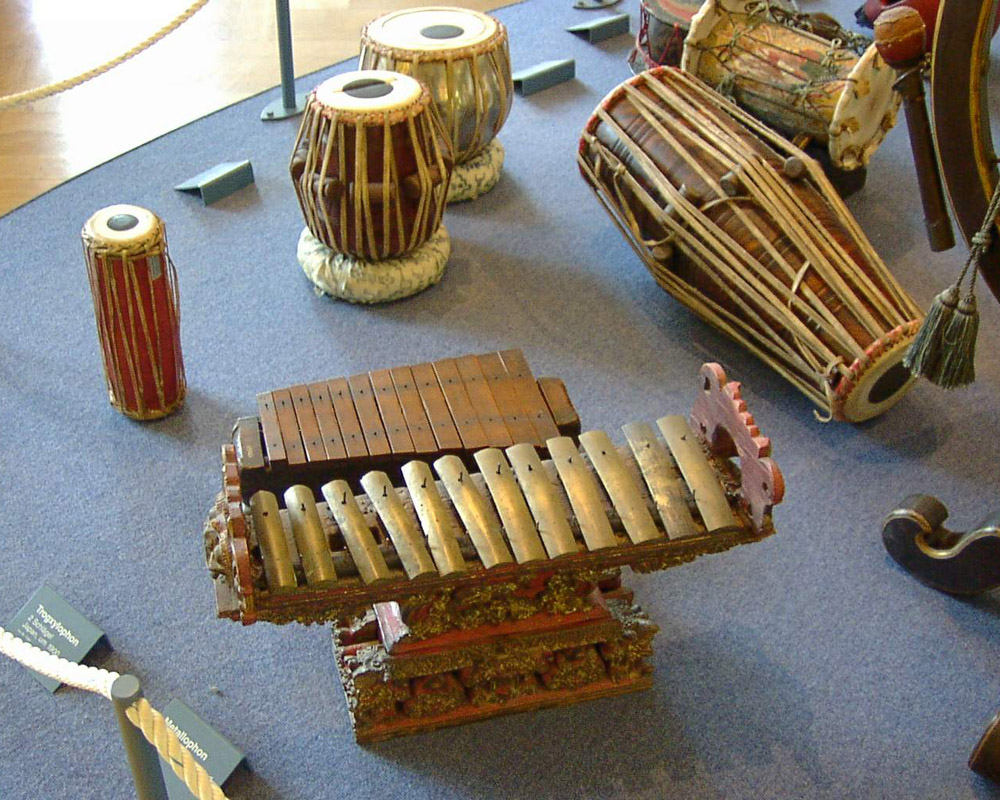
آلات إيقاعية

## مقدمة
تنقسم آلات الإيقاع في الأوركسترا السيمفونية إلى ثلاث مجموعات، الأولى التمباني وهي طبول تصدر نغما، والثانية آلات إيقاعية لا تصدر أنغاما، وتضم الطبلة الكبيرة والطبلة الجانبية والرق والكاسات النحاسية والصنجة والمثلث والصناجة...، أما المجموعة الثالثة فهي آلات تصدر أنغاما مثل الزايلوفون - والذي يطلق عليه اسم «الاكسيلوفون» - المعدني والخشبي والأجراس الأنبوبية.

## تمباني (Timpani)
دفية أو تمباني لفظ إيطالي يطلق على طبول ذات صندوق مصوت كبير على شكل آنية ‌‌كروية، ويتراوح قطرها في المتوسط ما بين 50 و80سم، وتصنع من النحاس أو من معدن خفيف. ويشد عليها جلد من نوع من نوع خاص من الأسماك، وقد تصنع من النايلون.

## الطبل الكبير (Bass Drum)
تتألف من إطار خشبي دائري تشد عليه من الجهتين قطعة من الجلد كما يشد على إحدى الجهتين سلك أو وتر جلدي وتتم حمل الطبلة الكبيرة بواسطة نطاق جلدي ويستخدم الطبال لقرع الطبلة الكبيرة بيده اليمنى عصا ذات رأس كروي من اللباد أو الخشب لقرع الطبلة أما بيده اليسرى فيقوم باستخدام عصا أو ذراع من الخيزران من دون رأس. يستخدم في عدة فرق منها فرقة الجاز والفرق العسكرية والأوركسترا.

## رق (Tambourine)
الدُف أو الرق وهو إطار من الخشب أو المعدن مستدير يشد عليه غطاء من جلد السمك به عدة فتحات يثبت فيها عشرة أزواج من الصنوج النحاسية الصغيرة المتحركة ويوجد كل زوج منها داخل فتحة مستطيلة الشكل الموجودة في الإطار وفي وسطها مسمار يخترق قطر الصنج ويتم مسكه باليد اليسرى ويتم النقر عليه باليد اليمنى. ويمكن أن يشد على الدف غشاء رقيق من الجلد يمكن ضبط درجة الصوت في الدفوف حسب غلظ وحدة صوتها ويتوقف ذلك على قوة وشد الجلد ونوعه وحجمه وسمكه ونوع الآلة وكلما صغر حجم الآلة وزادت قوة شد الدف زاد حدة صوتها.

## مثلث
و هو عبارة عن قضيب معدني ملتوي على هيئة مثلث مفتوح لا يقبض عليه باليد في أثناء أستعماله إنما يعلق بواسطة حبل يتصل بالزاوية العليا منه وذلك لتظل الذبذبات الصوتية للجسم الرنان حرة طليقة ويدق عليه بقضيب من المعدن.

## صناجة(Castanet)
آلة إيقاعية، وتستخدم كثيرا في الموسيقى المغربية، العثمانية، والمصرية القديمة والرومانية القديمة، والإيطالية والإسبانية والبرتغالية ودول أمريكا اللاتينية. والصنوج عادة مصنوعة من الخشب الصلب، والزجاج الليفي الذي يزداد شعبية.

## الصنجات (Cymbals)
وهي دائرية الشكل مصنوعة من النحاس وتتألف إما من قطعتين تضربان ببعضهما البعض أو من قطعة واحدة تضرب بواسطة المضرب أو اليد

## جونج (Gong)
الجونج : Gong آلات معدنية على شكل آنية تغطي كل منها صوتا من أصوات السلم الموسيقي وتوضع متجاورة في مجاميع مختلفة الإحجام ويدق عليها بمطارق ذات رؤوس لينة من اللباد أو المطاط
واهم الالات الجونج نوعان :
•	نوع على شكل اطباق مستديرة منحنية اطرافها الي الداخل وهو م يشبه اطار أو الرق وتغلق فيها حبل
•	نوع قد تصنع على شكل حلة مقفلة يتوسط سطحها العلوي بروز يدق عليه بالمضارب وتوضع علي الحوامل حتي تظل اهتزازها حرة.
•	وتؤلف أيضا من هذا النوع فرق خاصة من الات مختلفة الإحجام متعددة المناطق الصوتية

## أجراس أنبوبية(Tubular Bells)
هي عبارة عن أنابيب معدنية طويلة تعلق رأسية في حامل وهي أنابيب مغلقة من ناحية ومفتوحة من الناحية الأخرى ويتم ترتيبها حسب السلم الدياتوني فتكون مكونة من ثمانية أنابيب فيصدر عن كل أنبوب صوتا موسيقيا واحدا وقد تكون مشتملة على السلم الكروماني فتكون مكونة من ثلاثة عشر أنبوبا وفي هذه الحالة تكون المسافة الصوتية بين الصوت الصادر من أنبوب إلى أنبوب آخر مسافة نصف صوت.

## خشبيةومعزف الأجراس
الأكسيلفون أو زايلفون : وهي كلمة يونانية الاصل تقسم إلى قسمين (زايلو :وتعني الخشب - وفون: تعني الصوت) (الصوت الخشبي).
وهي من ضمن عائلة الآلآت النقرية (الإيقاعية). تصنع من قضبان خشبيه مختلفة الأطوال لكل منها نغمة على سلم كروماتيكي وهي الأكثر استخداماً، أو على سلم البينتاتونيك، أو حسب السلم الدياتوني.
ويتم نقرها بمطارق -غالباً ذات رأس بلاستيكي صلب- لتوليد نغمات موسيقية. المفاتيح مرتبة كترتيب البيانو، وموضوعين بشكل مساعد للمؤدى بصريا وطبيعياً.